# Вихор

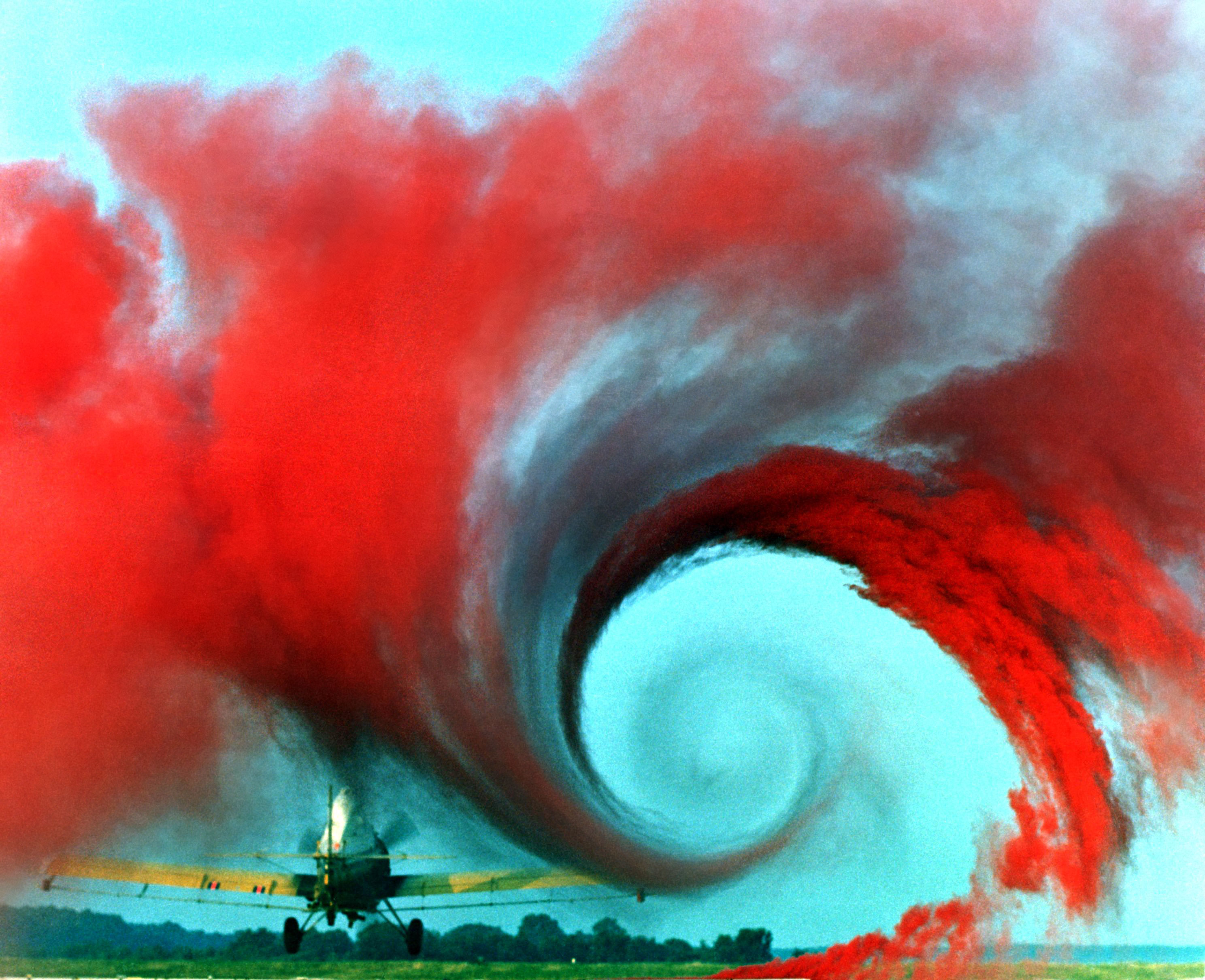
Вихор, утворений крилом літака, сфотографований за допомогою кольорового диму.

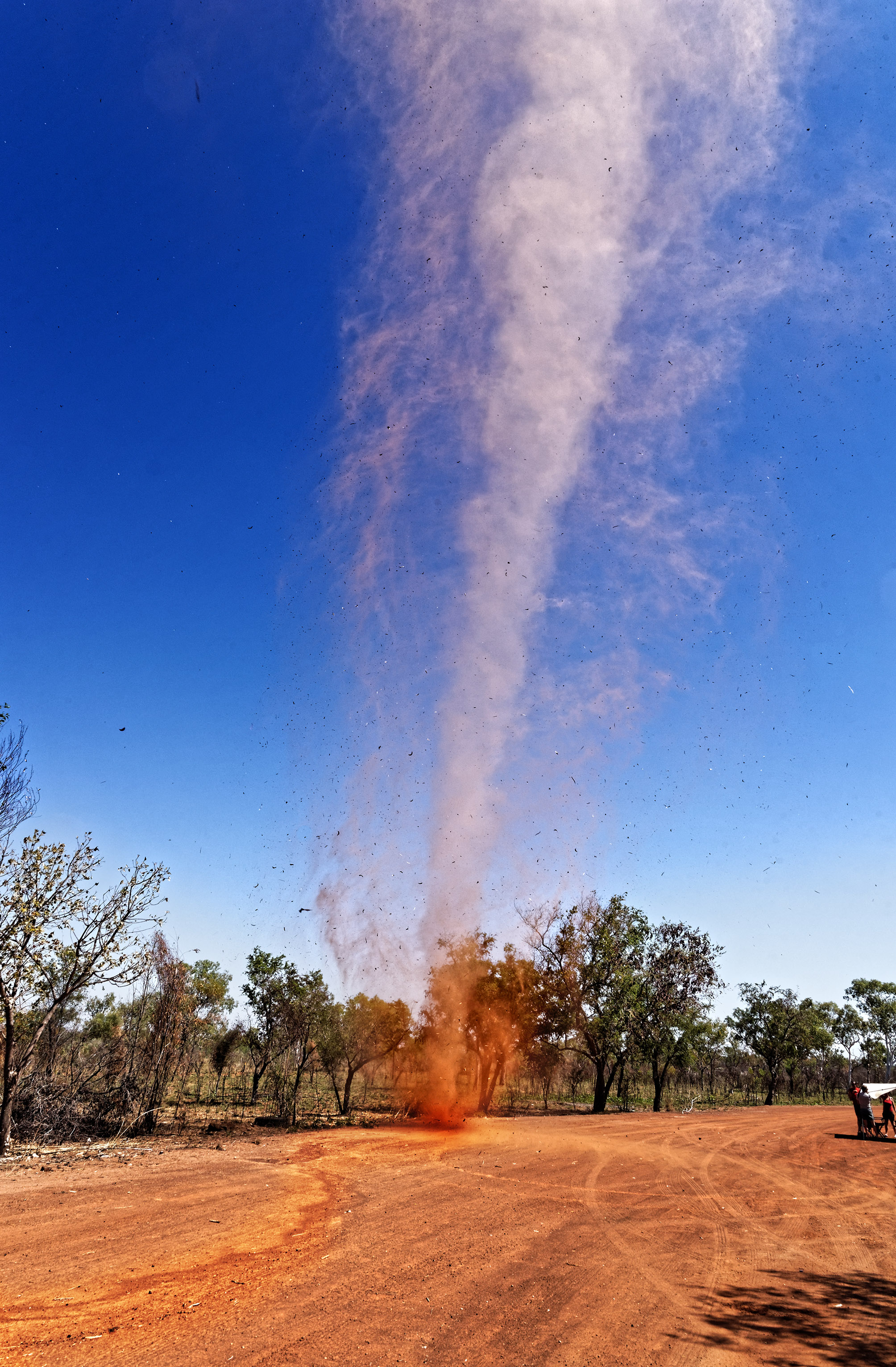
Вихор

Ви́хор — атмосферне утворення з обертальним рухом повітря навколо певної осі, рвучкий круговий рух вітру (циклон, смерч, торнадо, тромб). У вихорі швидкість течії найбільша поблизу осі вихору і зменшується обернено пропорційно відстані від неї. Завихрення дуже високе в навколоосевій області і майже нульове в решті частині вихору. Вихор що рухається — несе в собі деяку енергію і масу. У стаціонарному вихорі лінії струму замкнуті. У вихрах рухомих або в тих, що розвиваються — лінії струму, зазвичай, утворюють спіралі.
Вихор клав на землю збіжжя, ломав гілляки дерев, свистів вербовим пруттям біля оборога (Фр., IV, 1950, 337)
Вихор у воді називається виром.